# Tremedal de Tormes

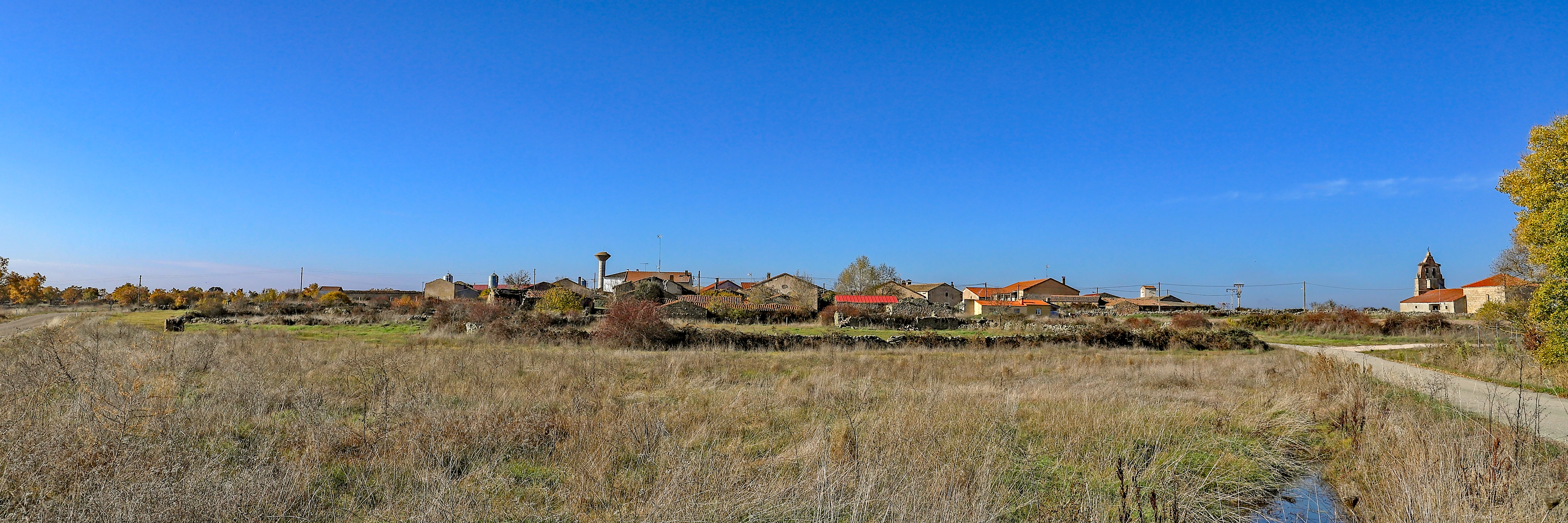
Panorámica

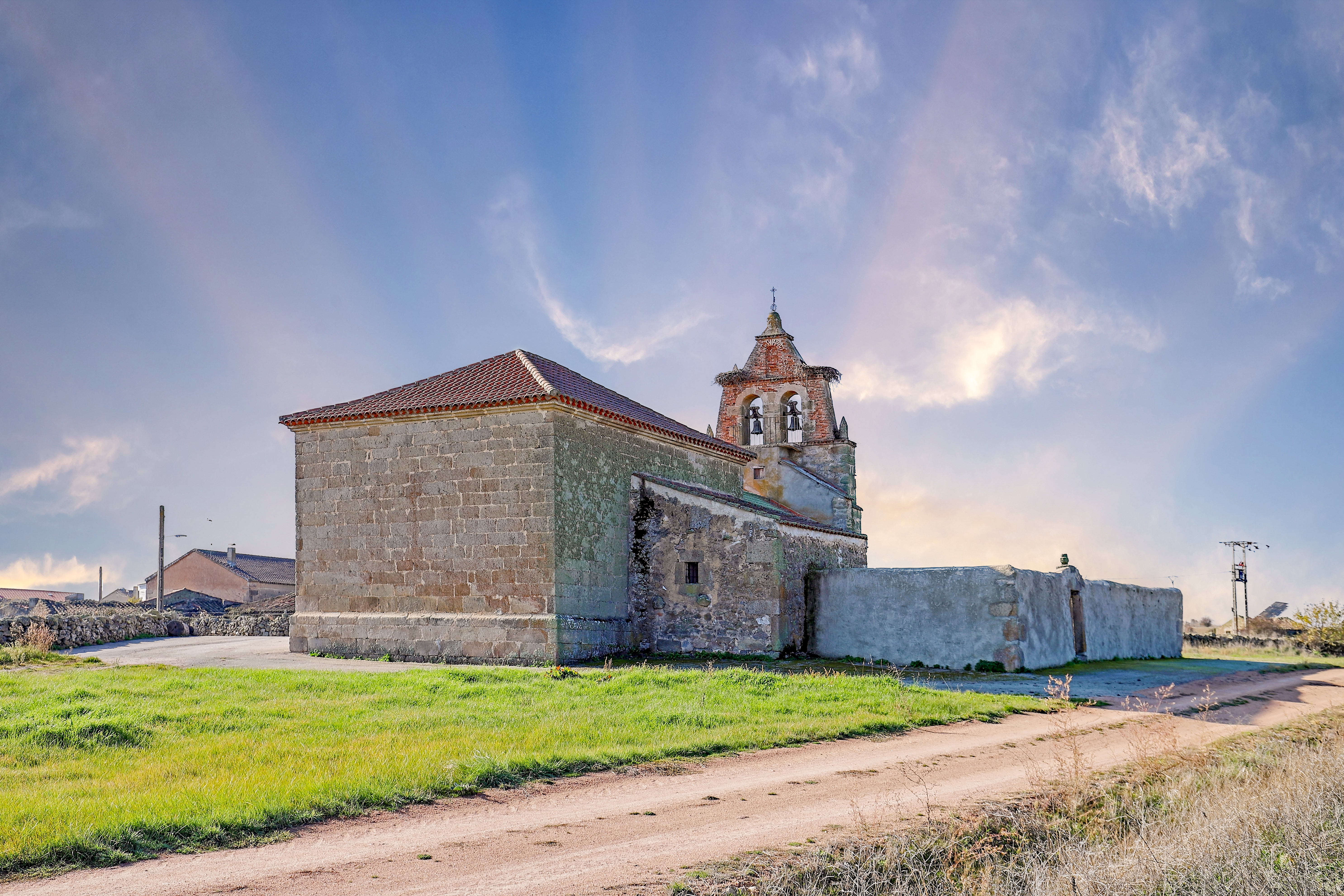
Iglesia parroquial de San Pedro

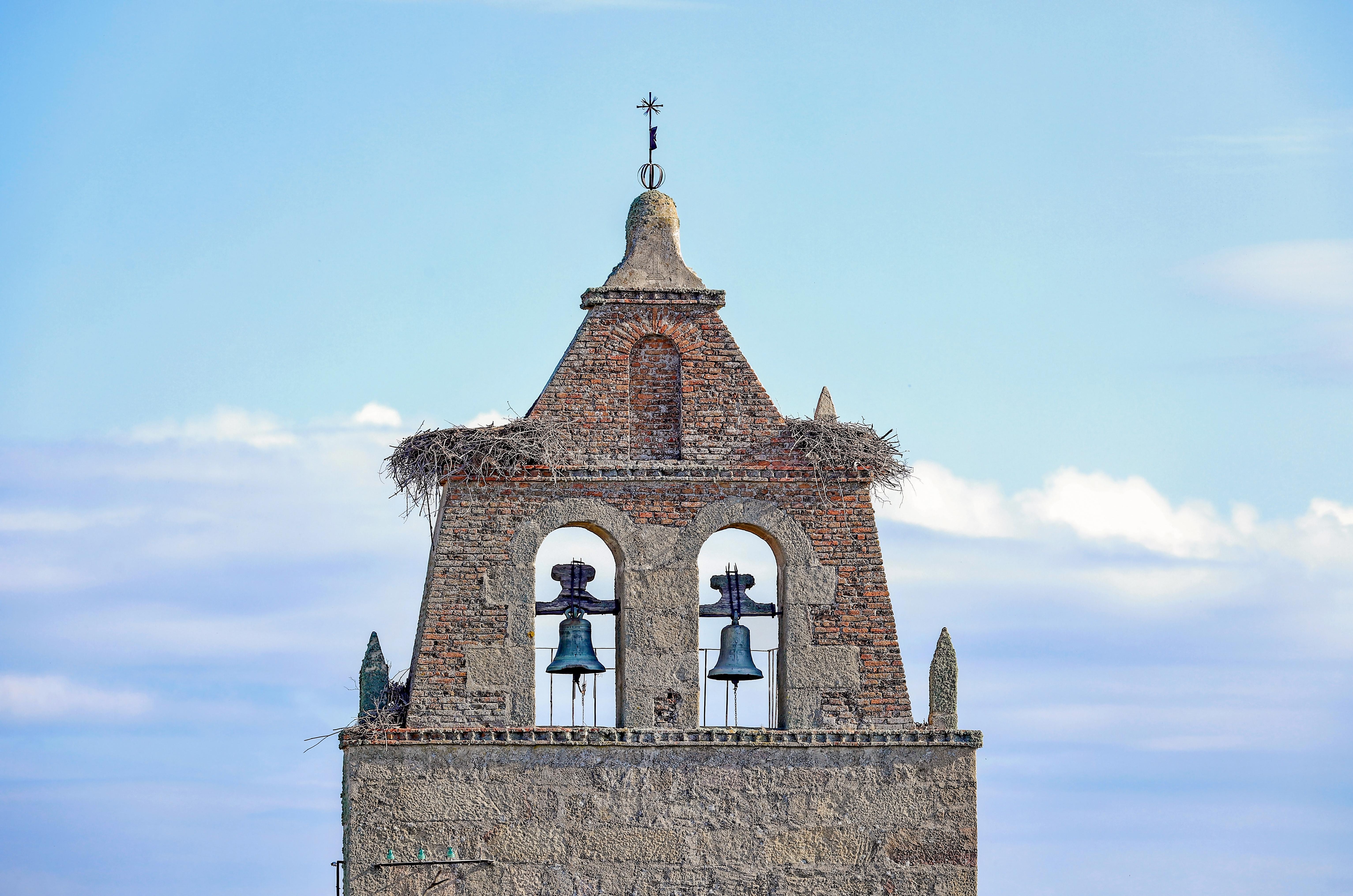
Iglesia parroquial de San Pedro_campanario

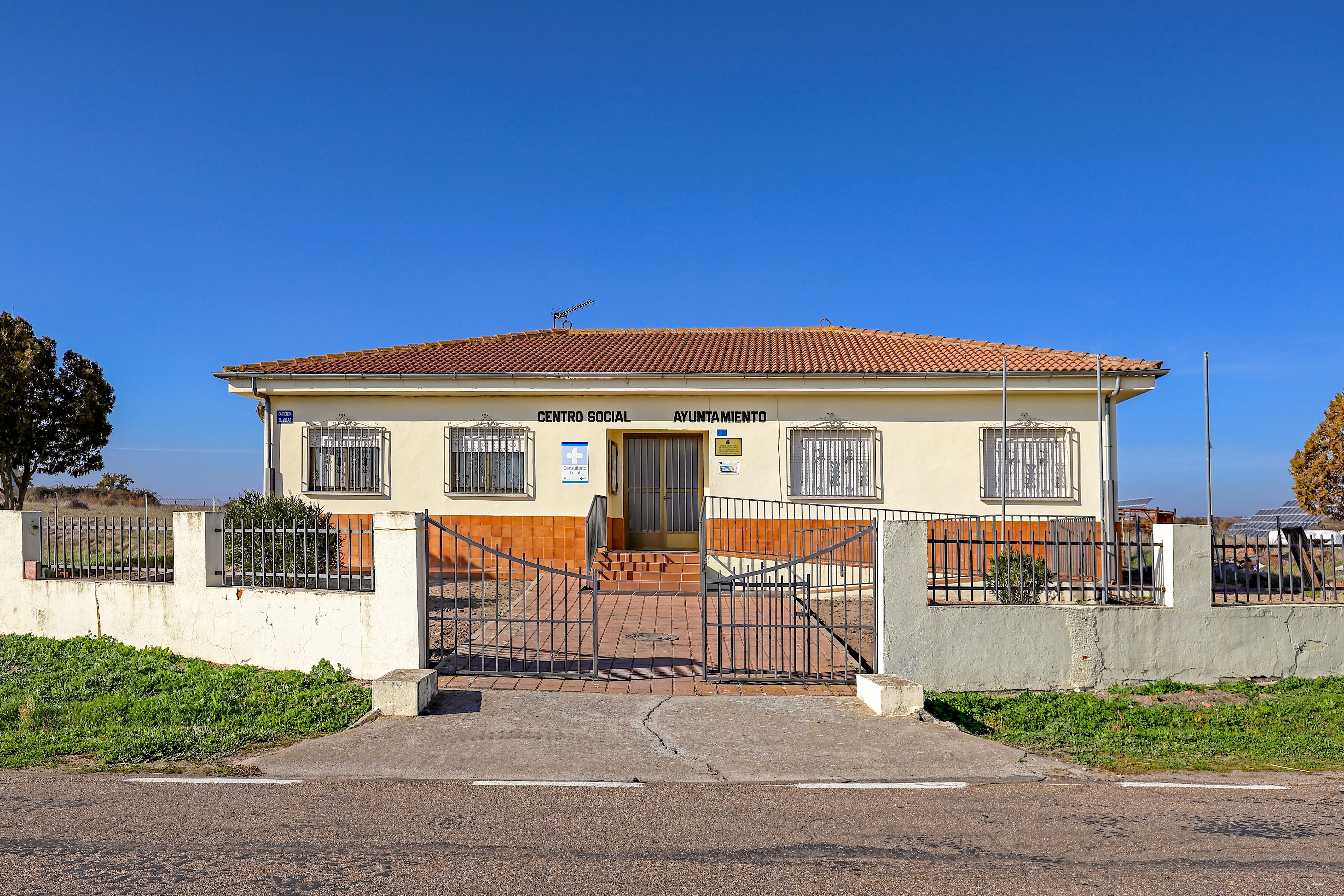
Casa consistorial

Tremedal de Tormes es un municipio y localidad española de la provincia de Salamanca, en la comunidad autónoma de Castilla y León. Se integra dentro de la comarca de la Tierra de Ledesma. Pertenece al partido judicial de Salamanca.
Su término municipal está formado por las localidades de Peñalvo, Trabadillo y Tremedal de Tormes, ocupa una superficie total de 33,46 km² y según los datos demográficos recogidos en el padrón municipal elaborado por el INE en el año 2022, cuenta con una población de 37 habitantes.

## Historia
Aunque los restos arqueológicos nos muestran un poblamiento anterior, que nos situaría en la Edad del Bronce con el Guerrero de Tremedal, habiéndose documentado también presencia romana en el término, la fundación del actual Tremedal se remonta a la Edad Media, obedeciendo a la repoblación efectuada por el rey de León Alfonso VI, cuando quedó encuadrada dentro del Alfoz de Ledesma pasando a depender posteriormente del conde de Ledesma. Con la creación de las actuales provincias en 1833, Tremedal quedó integrado en la provincia de Salamanca, dentro de la Región Leonesa.

## Monumentos y lugares de interés
- Iglesia parroquial de Santo Ángel de La Guardia, en Peñalvo

## Geografía humana

### Demografía
Cuenta con una población de 35 habitantes (INE 2024).
| Gráfica de evolución demográfica de Tremedal de Tormes entre 1842 y 2021 |
| |
| Población de derecho según los censos de población del INE Población de hecho según los censos de población del INEEn estos censos se denominaba Tremendal: 1842, 1857, 1860, 1877, 1887, 1897, 1900 y 1910 |

### Núcleos de población
El municipio se divide en varios núcleos de población, que poseían la siguiente población en 2015 según el INE.
| Núcleo de población | Población |
| ------------------- | --------- |
| Tremedal de Tormes  | 23        |
| Peñalvo             | 11        |
| Trabadillo          | 6         |

## Administración y política
| Partido político                              | 2019  | 2019  | 2019       | 2015  | 2015  | 2015       | 2011  | 2011  | 2011       | 2007  | 2007  | 2007       | 2003  | 2003  | 2003       |
| Partido político                              | %     | Votos | Concejales | %     | Votos | Concejales | %     | Votos | Concejales | %     | Votos | Concejales | %     | Votos | Concejales |
| Partido Popular (PP)                          | 62,50 | 20    | 3          | 75,00 | 18    | 3          | 81,82 | 27    | 3          | 91,89 | 34    | 1          | 65,00 | 26    | 1          |
| Partido Socialista Obrero Español (PSOE)      | 15,63 | 5     | 0          | 4,17  | 1     | 0          | —     | —     | —          | —     | —     | —          | —     | —     | —          |
| Unión del Pueblo Salmantino (UPSa)            | —     | —     | —          | —     | —     | —          | —     | —     | —          | 5,41  | 2     | 0          | —     | —     | —          |
| Unidad Regionalista de Castilla y León (URCL) | —     | —     | —          | —     | —     | —          | —     | —     | —          | —     | —     | —          | 32,50 | 13    | 0          |